# D-Kiekko
D-Kiekko (ehemals JYP-Akatemia und Diskos) ist ein 1974 als Jyväskylän Lohi gegründeter finnischer Eishockeyklub aus Jyväskylä. Zuletzt spielte der Klub bis 2022 in der Suomi-sarja.

## Geschichte

Logo zwischen 2008 und 2011

Der Verein wurde im Jahr 1974 als Jyväskylän Lohi gegründet und nannte sich ab 1993 Diskos Jyväskylä. Die Mannschaft nahm erstmals in der Saison 1995/96 an der I-divisioona, der damals zweithöchsten finnischen Spielklasse, teil, stieg jedoch bereits in der ersten Spielzeit ab. In der folgenden Spielzeit gelang der Mannschaft der sofortige Wiederaufstieg. Ab der Saison 2000/01 nahm die Mannschaft an der neuen zweiten Spielklasse, der Mestis, teil. Aus dieser stieg die Mannschaft in der Saison 2001/02 in die drittklassige Suomi-sarja ab. 2004 wurde der Verein in D-Kiekko umbenannt. Erst in der Saison 2007/08 gelang der Mannschaft als Drittligameister die Rückkehr in die Mestis, in der sie sich seither etablieren konnte. Mit dem Aufstieg verbunden war die Umbenennung in D-Team.

Logo zwischen 2011 und 2017

Der Verein arbeitete ab 2008 eng mit dem großen Stadtnachbarn JYP Jyväskylä aus der SM-liiga zusammen und fungierte als dessen Farmteam. Ab 2011 hieß die erste Mannschaft in Anlehnung an die SM-liiga-Mannschaft daher JYP-Akatemia, während die zweite Mannschaft und der Nachwuchsbereich weiter als Diskos Jyväskylä, ab 2015 wieder als D-Kiekko antraten.
2017 stieg die erste Mannschaft aus der Mestis in die Suomi-sarja ab, anschließend wurde der Spielbetrieb dieser Mannschaft eingestellt. Ein Teil der Spieler wechselte anschließend in die ehemals zweite Mannschaft (namens D-Kiekko) und setzte mit dieser den Spielbetrieb in der Suomi-sarja fort. 2022 gewann das Team die Meisterschaft der dritten Spielklasse, verpasste jedoch den Aufstieg in die Mestis. Im August 2022 entschloss sich der Klub, den Spielbetrieb der Herren-Mannschaft einzustellen.

## Bekannte Spieler
- Jukka Hentunen
- Juha-Pekka Hytönen
- Eerikki Koivu
- Heikki Laine
- Tero Leinonen
- Mikko Luoma
- Olli Määttä
- Pekka Tuokkola